# Cinara atrotibialis
Cinara atrotibialis är en insektsart. Cinara atrotibialis ingår i släktet Cinara och familjen långrörsbladlöss. Inga underarter finns listade i Catalogue of Life.